# Strada statale 4 (Polonia)
La strada statale 4 (sigla DK 4, in polacco droga krajowa 4) è una strada statale polacca che attraversa il Paese da Tarnów a Korczowa. Fa parte della strada europea E40.